# 高峰進修學院
高峰進修學院（英語：Institute of Professional Education And Knowledge，簡稱PEAK）為香港職業訓練局機構成員之一，於2003年由「財經事務培訓發展中心」（Financial Services Development Centre，簡稱FSDC）、「資訊科技培訓發展中心」（Information Technology Training and Development Centre，簡稱ITTDC）、「香港管理專業發展中心」（The Management Development Centre of Hong Kong，簡稱MDCHK）及「專業進修中心」（Continuing Professional Development Centre，簡稱CPDC）合併而成立，推動專業持續進修，開設多項涵蓋包括財經事務、管理專業、資訊科技、語文傳意等培訓課程，為業界提供全面在職培訓及專業考試服務。

## 專業考試
高峰進修學院是香港其中一個最大的專業考試中心，位於灣仔的考試中心提供不同類別的專業考試包括：
- 保險中介人資格考試
- 強制性公積金計劃考試
- LOMA
- 中國保險業保險中介從業人員資格考試
- 槓桿式外匯交易考試
- 中國理財規劃師考試
- 保安護衛員技能測試

## 課程
學院以提供專業證書和專業文憑課程為主，此外亦與才晉高等教育學院所合作的海外大學合辦銜接學士學位課程，上課模式絕大多數以兼讀制為主。

## 位置
高峰進修學院在職業訓練局眾多機構成員之中，唯一沒有設獨立校舍或辦公大樓的院校，更是其中規模最小的院校。校舍設於灣仔職業訓練局大樓M層、8至11樓。其中M層為學院的考試中心，設有櫃檯提供考試報名。而8樓至11樓則為學院的學術部門使用，擁有多間課室和電腦室以供上課和考試之用。

## 外部連結
- 官方网站